# Adelaide di Anhalt-Bernburg-Schaumburg-Hoym
Adelaide di Anhalt-Bernburg-Schaumburg-Hoym (Hoym, 23 febbraio 1800 – Oldenburg, 13 settembre 1820) fu una principessa dell'Anhalt-Bernburg-Schaumburg-Hoym per nascita e principessa ereditaria di Oldenburg come moglie di Augusto I (dal 1829 granduca di Oldenburgo).
Era figlia di Vittorio II, principe di Anhalt-Bernburg-Schaumburg-Hoym dal 1806 al 1812, e di Amalia di Nassau-Weilburg.
Fu data in sposa ad Augusto di Oldenburg, figlio ed erede di Pietro I, duca di Oldenburg dal 1823 al 1829. Il matrimonio venne celebrato nel Castello di Schaumburg il 24 luglio 1817 e sanciva l'unione tra gli Ascanidi e gli Oldenburg.
Adelaide diede al marito due figlie:
- Duchessa Amalia ([Oldenburg, 21 dicembre 1818-Bamberga, 20 maggio 1875);
- Duchessa Federica (Oldenburg, 8 giugno 1820-Pöls, 20 marzo 1891).

Il matrimonio durò tre anni: Adelaide morì infatti un mese dopo aver dato alla luce la secondogenita nel 1820 e non riuscì pertanto a divenire duchessa, morendo suo suocero nel 1829.
Per non perdere i beni dotali della prima moglie e per avere un erede maschio, suo marito si risposò con la cognata Ida (1804-1828), che diede alla luce l'erede maschio.
Le figlie di Adelaide raggiunsero entrambe l'età adulta. Amalia venne data in sposa nel 1836 a Ottone, principe di Baviera e re di Grecia (1815-1867). Federica invece sposò nel 1855 il Barone Massimiliano Emanuele von Washington figlio del barone Jakob von Washington (1829-1903).

## Ascendenza
|                                                          |                                            |                                                   | Genitori                                                |  |  | Nonni |  |  | Bisnonni                                                |  |  | Trisnonni                               |  |
|                                                          |                                            |                                                   |                                                         |  |  |       |  |  | Vittorio I, Principe di Anhalt-Bernburg-Schaumburg-Hoym |  |  | Lebrecht, Principe di Anhalt-Zeitz-Hoym |  |
|                                                          |                                            |                                                   |                                                         |  |  |       |  |  | Vittorio I, Principe di Anhalt-Bernburg-Schaumburg-Hoym |  |  | Lebrecht, Principe di Anhalt-Zeitz-Hoym |  |
|                                                          |                                            | Carlotta di Nassau-Dillenburg                     |                                                         |  |  |       |  |  | Vittorio I, Principe di Anhalt-Bernburg-Schaumburg-Hoym |  |  |                                         |  |
| Carlo Luigi, Principe di Anhalt-Bernburg-Schaumburg-Hoym |                                            |                                                   |                                                         |  |  |       |  |  | Vittorio I, Principe di Anhalt-Bernburg-Schaumburg-Hoym |  |  |                                         |  |
|                                                          |                                            | Carlotta Luisa di Isenburg-Büdingen-Birstein      | Guglielmo Maurizio, Conte di Isenburg-Büdingen-Birstein |  |  |       |  |  |                                                         |  |  |                                         |  |
|                                                          |                                            | Carlotta Luisa di Isenburg-Büdingen-Birstein      | Guglielmo Maurizio, Conte di Isenburg-Büdingen-Birstein |  |  |       |  |  |                                                         |  |  |                                         |  |
|                                                          |                                            | Carlotta Luisa di Isenburg-Büdingen-Birstein      | Anna Amalia di Isenburg-Büdingen                        |  |  |       |  |  |                                                         |  |  |                                         |  |
| Vittorio II, Principe di Anhalt-Bernburg-Schaumburg-Hoym |                                            | Carlotta Luisa di Isenburg-Büdingen-Birstein      |                                                         |  |  |       |  |  |                                                         |  |  |                                         |  |
|                                                          |                                            | Federico Guglielmo I, Principe di Solms-Braunfels | Guglielmo Maurizio, Conte di Solms-Braunfels            |  |  |       |  |  |                                                         |  |  |                                         |  |
|                                                          |                                            | Federico Guglielmo I, Principe di Solms-Braunfels | Guglielmo Maurizio, Conte di Solms-Braunfels            |  |  |       |  |  |                                                         |  |  |                                         |  |
|                                                          |                                            | Federico Guglielmo I, Principe di Solms-Braunfels | Maddalena Sofia d'Assia-Homburg                         |  |  |       |  |  |                                                         |  |  |                                         |  |
| Amalia Eleonora di Solms-Braunfels                       |                                            | Federico Guglielmo I, Principe di Solms-Braunfels |                                                         |  |  |       |  |  |                                                         |  |  |                                         |  |
|                                                          |                                            | Sofia di Solm-Laubach                             | Carlo Ottone, Conte di Solms-Laubach                    |  |  |       |  |  |                                                         |  |  |                                         |  |
|                                                          |                                            | Sofia di Solm-Laubach                             | Carlo Ottone, Conte di Solms-Laubach                    |  |  |       |  |  |                                                         |  |  |                                         |  |
|                                                          |                                            | Sofia di Solm-Laubach                             | Luisa Albertina di Schönburg-Waldenburg                 |  |  |       |  |  |                                                         |  |  |                                         |  |
| Principessa Adelaide di Anhalt-Bernburg-Schaumburg-Hoym  |                                            | Sofia di Solm-Laubach                             |                                                         |  |  |       |  |  |                                                         |  |  |                                         |  |
|                                                          | Carlo Augusto, Principe di Nassau-Weilburg | Giovanni Ernesto, Conte di Nassau-Weilburg        |                                                         |  |  |       |  |  |                                                         |  |  |                                         |  |
|                                                          | Carlo Augusto, Principe di Nassau-Weilburg | Giovanni Ernesto, Conte di Nassau-Weilburg        |                                                         |  |  |       |  |  |                                                         |  |  |                                         |  |
|                                                          | Carlo Augusto, Principe di Nassau-Weilburg | Maria Polissena di Leiningen-Hartsburg            |                                                         |  |  |       |  |  |                                                         |  |  |                                         |  |
| Carlo Cristiano, Principe di Nassau-Weilburg             | Carlo Augusto, Principe di Nassau-Weilburg |                                                   |                                                         |  |  |       |  |  |                                                         |  |  |                                         |  |
|                                                          |                                            | Augusta Federica Guglielmina di Nassau-Idstein    | Giorgio Augusto, Conte di Nassau-Idstein                |  |  |       |  |  |                                                         |  |  |                                         |  |
|                                                          |                                            | Augusta Federica Guglielmina di Nassau-Idstein    | Giorgio Augusto, Conte di Nassau-Idstein                |  |  |       |  |  |                                                         |  |  |                                         |  |
|                                                          |                                            | Augusta Federica Guglielmina di Nassau-Idstein    | Enrichetta Dorotea di Oettingen-Oettingen               |  |  |       |  |  |                                                         |  |  |                                         |  |
| Principessa Amalia di Nassau-Weilburg                    |                                            | Augusta Federica Guglielmina di Nassau-Idstein    |                                                         |  |  |       |  |  |                                                         |  |  |                                         |  |
|                                                          |                                            | Guglielmo IV, Principe d'Orange                   | Giovanni Guglielmo Friso, Principe d'Orange             |  |  |       |  |  |                                                         |  |  |                                         |  |
|                                                          |                                            | Guglielmo IV, Principe d'Orange                   | Giovanni Guglielmo Friso, Principe d'Orange             |  |  |       |  |  |                                                         |  |  |                                         |  |
|                                                          |                                            | Guglielmo IV, Principe d'Orange                   | Langravia Maria Luisa d'Assia-Kassel                    |  |  |       |  |  |                                                         |  |  |                                         |  |
| Principessa Carolina d'Orange-Nassau                     |                                            | Guglielmo IV, Principe d'Orange                   |                                                         |  |  |       |  |  |                                                         |  |  |                                         |  |
|                                                          |                                            | Anna, Principessa Reale                           | Giorgio II di Gran Bretagna                             |  |  |       |  |  |                                                         |  |  |                                         |  |
|                                                          |                                            | Anna, Principessa Reale                           | Giorgio II di Gran Bretagna                             |  |  |       |  |  |                                                         |  |  |                                         |  |
|                                                          |                                            | Anna, Principessa Reale                           | Carolina di Ansbach                                     |  |  |       |  |  |                                                         |  |  |                                         |  |
|                                                          |                                            | Anna, Principessa Reale                           |                                                         |  |  |       |  |  |                                                         |  |  |                                         |  |